# Cursed Mountain (videoigra)
Cursed Mountain je "horor preživljavanja" avanturistička videoigra za Wii koju je razvio Sproing Interactive u suradnji s Deep Silver Vienna, koji ju je i izdao. Objavljena je 2009. godine. Igra se radi o planinaru koji traži svog izgubljenog brata na Himalaji.

## Igranje
Borba se sastoji od susreta s ljudima koji su umrli dok su se penjali na planinu i čije su duše sada u Bardi. Igrač mora raditi geste s Wii Remote-om kako bi im oslobodio duše. Igra će ujedno koristiti i ostale funkcije Wii Remote-a, kao ugrađeni mikrofon. Developeri su proglasili da će inkorporatirati Wii MotionPlus u kontrolnu shemu.

## Radnja
Cursed Mountain smještena je u kasnim 1980ima, zbog nedostatka tehnologije u tom periodu. Protagonist, Eric Simmons, traži svog brata, koji se penjao na Chomolonzo (tibetanski naziv za Mt. Everest je Chomolungma), izmišljenu planinu na Himalaji, bez da je napravio ritual prije penjanja. Na priču igre jako utječe Budizam i Tibetanski folklor.